# Curumaní
Curumaní ist eine Gemeinde (municipio) im Departamento Cesar in Kolumbien.

## Geographie
Curumaní liegt zentral-östlich im Departamento del Cesar. An die Gemeinde grenzen im Norden Chiriguaná, im Osten der Staat Zulia in Venezuela sowie El Carmen im Departamento de Norte de Santander und im Süden und Westen Chimichagua.

## Bevölkerung
Die Gemeinde Curumaní hat 23.018 Einwohner, von denen 19.165 im städtischen Teil (cabecera municipal) der Gemeinde leben (Stand: 2019).